# 利布许茨贝格
利布许茨贝格（德語：Liebschützberg）是德国萨克森州的市镇，隶属于北萨克森县。总面积为68.42平方千米，截至2023年12月31日总人口为2,894人。